# Matematisk fysik
Matematisk fysik är det område inom fysiken som behandlar matematiska modeller av fysikaliska fenomen. 
Det spelar en stor roll i många delar av fysiken och det finns att studera på flera universitet. Med sin bok Philosophiae Naturalis Principia Mathematica (1687) var Isaac Newton den förste att publicera ett brett spektrum av matematiska beskrivningar och analyser av fysikaliska fenomen. Inte förrän ett århundrade senare utvecklades Newtons modeller av den matematiska analysen av Joseph Louis Lagrange i boken Mécanique analytique (1788). Bokens variationsprinciper lade en grund för mekanikens lagar och genomsyrar fortfarande matematiken och fysiken. Ekvationen som beskriver potentialfunktionen i Newtons gravitationsteori är laplace-ekvationen (formulerad 1789). Ekvationen är ett exempel på en partiell differentialekvation av andra ordningen. Det traditionella området för den matematiska fysiken är just studier av sådana ekvationer och deras randvärdesproblem.
Av de lite mer moderna fysikaliska teorierna räknas Heisenbergs och Schrödingers kvantmekanik och Einsteins relativitetsteori som bidragande till en genomgripande förändring av världsbilden. Studiet av dessa fysikaliska modeller hade ett avgörande inflytande på den matematiska forskningen. Emellertid ledde fysikens snabba utveckling till ökande separation mellan den teoretiska fysikens forskningsfront och de fysikaliska modellerna som kunde behandlas matematiskt. När även den relativistiska kvantmekaniken och kvantfältteorin ökade kraftigt försvårades kommunikationen mellan matematiker och teoretiska fysiker ytterligare. Dock kom avgörande framsteg i den matematiska teorin för dynamiska system, kvantmekanik och kvantfältteori som gjorde att utbytet mellan matematiker och teoretiska fysiker underlättades. 
Exempel på ytterligare områden i den teoretiska fysiken där den matematiska analysen nått långt är termodynamik och hydrodynamik.
|  | Den här artikeln ingår i boken: Matematik |